# Hocking megye
Hocking megye az Amerikai Egyesült Államokban, azon belül Ohio államban található. Megyeszékhelye és legnagyobb városa Logan. Lakosainak száma 28 050 fő (2020. április 1.). Hocking megye Perry, Vinton, Athens, Ross, Pickaway és Fairfield megyékkel határos.

## Népesség
A megye népességének változása:
| Lakosok száma | 29 467 | 29 497 | 29 352 | 28 665 | 28 491 | 28 050 |
|               | 2010   | 2011   | 2012   | 2013   | 2015   | 2020   |